# 康莱德酒店及度假村

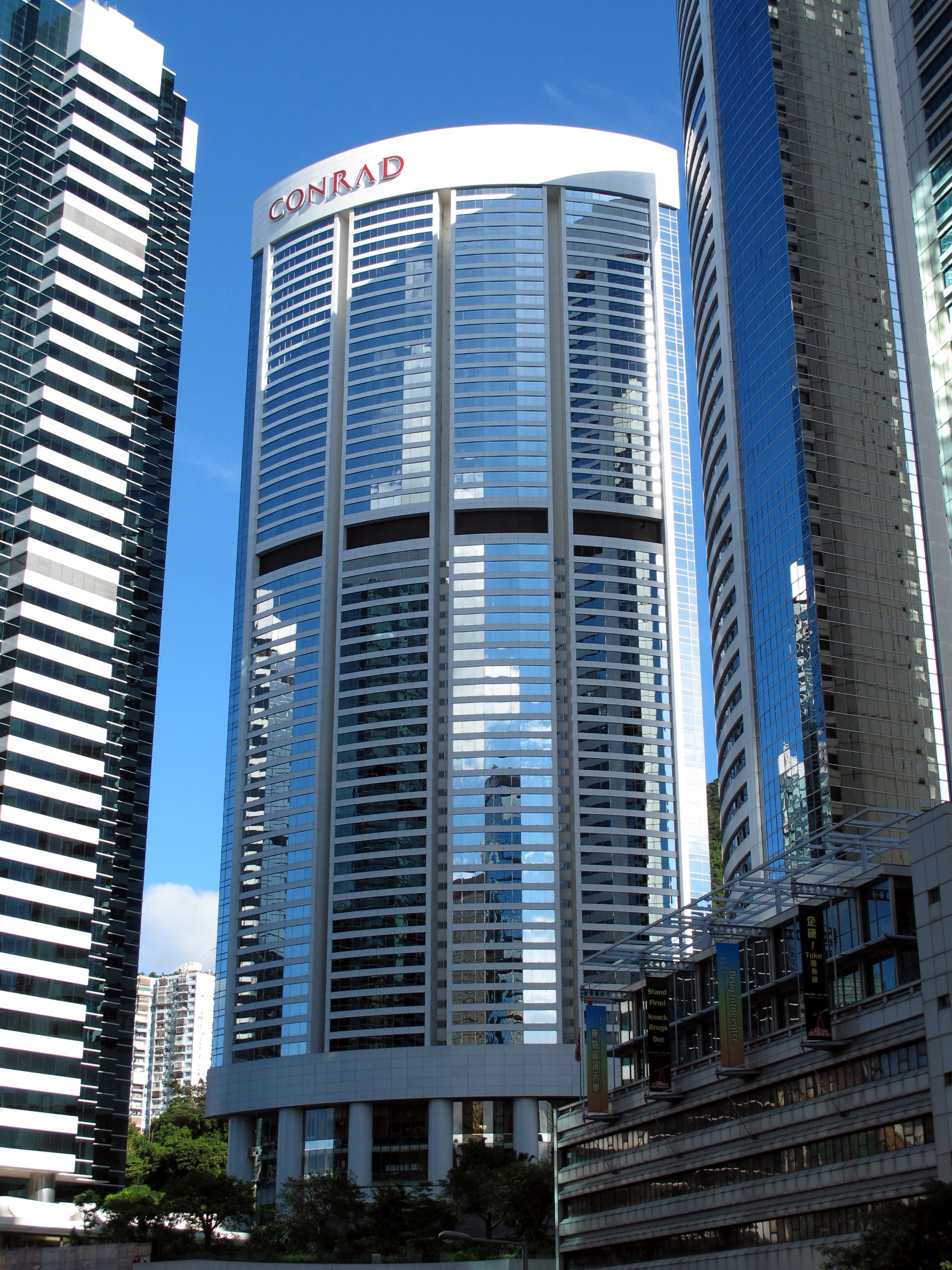
香港港麗酒店

康萊德酒店（Conrad Hotels），是希爾頓酒店集團旗下的奢華酒店品牌。旗下酒店遍布亞歐、非洲、美洲多個城市。此品牌命名自希爾頓酒店集團的創立人康萊德·希爾頓的名字「康萊德」（Conrad）。

## 歷史
康萊德酒店是由康莱德·希爾頓的兒子拜隆·希爾頓（Barron Hilton）創立。他創立的目的是在希望在世界各個重點城市建立一個高級酒店網絡。第一間康萊德酒店，是位於澳洲黃金海岸的康萊德木星酒店（Conrad Jupiters），開幕於1985年。現在康萊德酒店已將其業務擴展到全球，並成功建立一個豪華酒店品牌。

## 旗下酒店

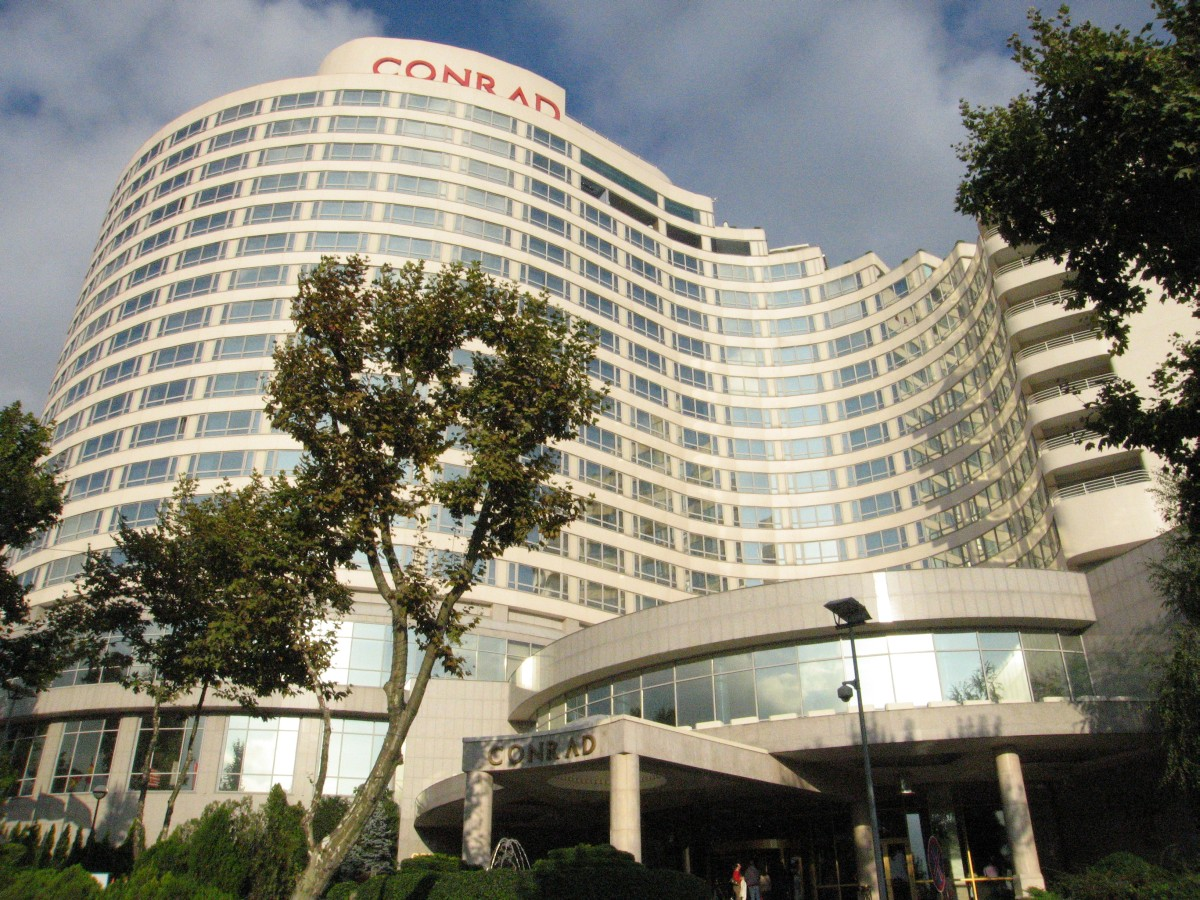
伊斯坦布爾康萊德酒店

截至2020年5月，康萊德酒店旗下共有39間酒店，分佈如下： 

### 歐洲及中東

#### 英国
- 倫敦
  - 伦敦聖詹姆斯康萊德酒店（Conrad London St. James）

#### 爱尔兰
- 都柏林

#### 土耳其
- 伊斯坦布爾
  - 伊斯坦布爾博斯普魯斯康萊德酒店（Conrad Bosphorus Istanbul）

#### 埃及
- 開羅

#### 葡萄牙
- 阿爾加維

#### 阿联酋
- 杜拜

#### 沙烏地阿拉伯
- 麥加

### 亞太區

#### 中国大陆
- 北京
  - 北京康莱德酒店
- 上海
  - 上海康莱德酒店
- 天津
  - 天津康莱德酒店
- 广东
  - 廣州康莱德酒店
  - 深圳康莱德酒店
  - 珠海康莱德酒店
- 福建
  - 廈門康莱德酒店
- 浙江
  - 杭州康莱德酒店
  - 杭州桐庐康莱德酒店
- 辽宁
  - 沈阳康莱德酒店
  - 大连康莱德酒店
- 四川
  - 成都康莱德酒店
  - 九寨康莱德酒店
- 重庆
  - 重庆康莱德酒店
- 新疆
  - 乌鲁木齐康莱德酒店
- 陕西
  - 西安康莱德酒店
- 江苏
  - 南京康莱德酒店
  - 苏州康莱德酒店
- 海南
  - 海口康莱德酒店
  - 三亚海棠湾康莱德酒店
- 山东
  - 济南康莱德酒店
- 湖北
  - 武汉康莱德酒店

#### 香港
- 香港
  - 香港港麗酒店（Conrad Hong Kong）

#### 澳門
- 澳門
  - 澳門金沙城中心康萊德酒店（位於澳門倫敦人内）

#### 印度尼西亞
- 峇里

#### 日本
- 東京
  - 東京康萊德酒店（Conrad Tokyo）
- 大阪

#### 
- 首爾

#### 馬爾地夫
- 伦格里岛

#### 新加坡
- 新加坡
  - 新加坡康萊德酒店（Conrad Centennial Singapore）

#### 泰國
- 曼谷
  - 曼谷康萊德酒店（Conrad Bangkok）
  - 曼谷康萊德公寓（Conrad Bangkok Residences）
- 苏梅岛
  - 苏梅岛康萊德酒店（Conrad Koh Samui）
  - 苏梅岛康萊德公寓（Conrad Koh Samui Residences）

#### 印度
- 班加罗尔
- 浦那

#### 菲律賓
- 马尼拉

#### 法屬波利尼西亞
- 波拉波拉 （Conrad Bora Bora Nui）

### 美洲

#### 美国
- 纽约
  - 纽约康萊德酒店（Conrad New York Downtown）
  - 纽约中城康莱德酒店（Conrad New York Midtown）
- 芝加哥
- 印第安納波利斯
- 邁亞密
- 华盛顿哥伦比亚特区
- 勞德代爾堡

#### 哥伦比亚
- 卡塔赫纳

#### 墨西哥
- 聖路易斯波托西

## 衛生問題
2018年11月14日，央視发布了一段名为《杯子的秘密》的视频，视频由一位微博用户首次发布，内容为秘密臥底檢查中國大陸外资高端酒店的客房卫生打扫情况，并发现大量卫生乱象。被曝光的14間酒店，均發現客房清洁員使用同一块脏抹布、顾客用过的脏浴巾等擦拭洗漱杯、马桶、洗手台、浴室玻璃等严重违规行为。
而在被曝光的14間酒店中，北京康莱德酒店赫然在列。11月15日傍晚，北京康莱德酒店通过官方微博账号发布回应对大众道歉，并承诺改善，确保所有卫生清洁操作符合国家及品牌规定。另文化和旅游部已經对被曝光的饭店展開調查。

## 外部連結
- 康萊德酒店 （页面存档备份，存于）